# Wyncko Johannes Tonckens
Wyncko Johannes Tonckens (de Wijk, 23 augustus 1804 - Meppel, 17 januari 1875) was een Nederlandse politicus.

## Leven en werk
Tonckens was een zoon van het lid van de Loffelijke Etstoel van Drenthe mr. Wyncko Tonckens en Maria Vos. Hij werd geboren in het in opdracht van zijn vader gebouwde Huize Voorwijk te de Wijk. Hij studeerde rechten en promoveerde in 1827 aan de Universiteit Utrecht. Na zijn studie vestigde hij zich in 1827 als advocaat te Meppel. In 1829 werd hij benoemd tot burgemeester-secretaris van Nijeveen. Deze functie vervulde hij tot 1846. Van 1838 tot 1846 was hij tegelijkertijd griffier bij het kantongerecht te Meppel. In 1846 verruilde hij het burgemeesterschap voor de functie van kantonrechter in Meppel. In 1849 werd hij gekozen als conservatief lid van de Eerste Kamer, een functie die hij gedurende 26 jaar vervulde tot zijn overlijden in 1875. Tonckens was een van de weinigen die voor de doodstraf stemden in 1870. Op zijn verzoek kreeg hij in 1874 ontslag als kantonrechter. Tonckens was Ridder in de Orde van de Nederlandse Leeuw.
In 1857 voerde Tonckens de lijst met de hoogst aangeslagenen voor de belasting in Drenthe aan.
Hij trouwde op 27 april 1834 te Wanneperveen met Gezina Hendrika van Baak, dochter van de burgemeester van Wanneperveen, Anthonie van Baak en Harmijntje Aarsen. Samen kregen ze vier volwassen kinderen, twee zonen en twee dochters.
Zijn oudste zoon Wyncko was burgemeester van Giethoorn en Elburg en zijn oudste dochter Hermina was getrouwd met mr. Anthony Ewoud Jan Nijsingh, lid van de Eerste Kamer en kantonrechter te Meppel.
- Biografisch Portaal: 50859965
- Digitale Bibliotheek voor de Nederlandse Letteren: tonc007
- International Standard Name Identifier: 0000 0003 9258 5263
- Nederlandse Thesaurus van Auteursnamen: 07337055X
- Parlement.com: vg09llau5syq
- Virtual International Authority File: 286654008
- WorldCat: E39PBJyxm3dpd9Y7W8ttjqwcT3